# Desmón z Korintu
Desmón nebo Dasmón (starořecky Δέσμων, Δάσμων) byl v roce 724 př. n. l. vítěz olympijských her v běhu na jedno stadium.
Desmón z Korintu zvítězil na 14. olympijských hrách v běhu na jedno stadium. Na těchto olympijských hrách zavedli také běh na dvě stadia. Prvním vítězem v běhu na dvě stadia se stal Hypénos z Pisy.
Z antických autorů nám zprávu o jeho olympijském vítězství zaznamenal historik Eusebios z Kaisareie, a to v seznamu olympijských vítězů (hlavně vítěze stadiodromu od 1. v roce 776 př. n. l. až po 249. olympiádu), který je součástí díla Kronika (starořecky Παντοδαπὴ Ἱστορία – Pantodapé Historia), a také Pausaniás, který uvádí: „Skončila teda tato válka v prvním roce čtrnácté olympiády (r. 724 př. n. l., první messénská válka), v které v běhu na jedno stadium zvítězil Korinťan Dasmón.“